# Acanthodactylus
Az Acanthodactylus  a hüllők (Reptilia) osztályába a  pikkelyes hüllők (Squamata) rendjébe, valamint a gyíkok (Sauria)  alrendjébe és a nyakörvösgyíkfélék (Lacertidae)  tartozó családjába tartozó nem.

## Rendszerezés
A nembe az alábbi 38 faj tartozik:
- Acanthodactylus ahmaddisii
- Acanthodactylus arabicus
- Acanthodactylus aureus
- Acanthodactylus bedriagai
- Acanthodactylus beershebensis
- Acanthodactylus blanci
- Acanthodactylus blanfordii
- Acanthodactylus boskianus
- Acanthodactylus boueti
- Acanthodactylus busacki
- Acanthodactylus cantoris
- Acanthodactylus dumerilii
- mediterrán rojtosujjúgyík (Acanthodactylus erythrurus)
- Acanthodactylus felicis
- Acanthodactylus gongrorhynchatus
- Acanthodactylus grandis
- Acanthodactylus guineensis
- Acanthodactylus haasi
- Acanthodactylus lineomaculatus
- Acanthodactylus longipes
- Acanthodactylus maculatus
- Acanthodactylus masirae
- Acanthodactylus micropholis
- Acanthodactylus nilsoni
- Acanthodactylus opheodurus
- Acanthodactylus orientalis
- foltos rojtosujjúgyík (Acanthodactylus pardalis)
- Acanthodactylus robustus
- Acanthodactylus savignyi
- Acanthodactylus schmidti
- Acanthodactylus schreiberi
- Acanthodactylus scutellatus
- Acanthodactylus senegalensis
- Acanthodactylus spinicauda
- Acanthodactylus taghitensis
- Acanthodactylus tilburyi
- Acanthodactylus tristrami
- Acanthodactylus yemenicus

## Külső hivatkozás
- Képek az interneten a nembe tartozó fajokról